# GLAM (културно наследство)
GLAM е акроним за галерии, библиотеки, архиви и музеи и се отнася до културни институции, чиято мисия е да предоставят достъп до знания. Тези културни институции събират и поддържат материали на културното наследство в обществен интерес, съхраняват и правят достъпни първични източници, ценни за изследователите.
Освен GLAM се срещат и разширени вариации на акронима като GLAMR, където R се отнася до управление на регистри (на английски: records management), GLAMA, където A се отнася до академични институции (на английски: Academia), и GLEAM, където към галериите, библиотеките, архивите и музеите е добавено и образование (на английски: Education). По-кратката LAM, която предхожда GLAM, не включва галерии.

## История
Съкращението LAM започва да се използва през 90 г. на XX век. Повод за възникването му е схващането, че мисиите на библиотеките, архивите и музеите се припокриват, което поражда необходимостта от обединяването им в индустриален сектор. Това става особено видимо с цифровизацията и превръщането на предметите на колекциите на тези институции, в т.ч. произведения на изкуството, книги, документи и материални свидетелства на културата, в "информационни ресурси" при публикуването им онлайн.
Привържениците на по-тясното сътрудничество между тези институции отстояват възгледа, че настоящото сближаване всъщност е връщане към традиционното единство между тях. Тези институции споделят едно епистемологично начало, като връзките помежду им датират още от Александрийската библиотека и продължаващи през т.нар. художествени кабинети (на немски: Kunstkabinett) или стаи на чудесата, които се появяват в Европа в началото на XVI век. С течение на времето и разрастването на колекциите, те започват да стават по-специализирани и местата, където биват помествани, се отделят и разграничават според формата на информация и видовете потребители. В допълнение, през XIX и XX век около всеки вид институция се развиват различни професионални общества и образователни програми.
Терминът Open-GLAM придобива популярност от 2010 г. насам и се използва за инициатива, мрежа и движение, което подкрепя обмена и сътрудничеството между културни институции, поддържащи отворен достъп до техните цифровизирани колекции. Инициативата GLAM помага на културните институции да споделят със света своите ресурси, лицензирани за свободна употреба чрез съвместни проекти с опитни редактори на Уикипедия. Един от резултатите от тази инициатива е партньорството между Уикимедия и Europeana – портал, фокусиран върху споделяне на Open-GLAM ресурсите на Europeana с обществеността и подобряване на покритието на Уикипедия (и нейните сродни проекти) на теми, свързани с колекциите на партньорите на Europeana. Open-GLAM и ресурсите с отворени данни от сектора на културното наследството често се използват в изследванията, публикуването и програмирането, и по-специално в изследванията и преподаването на цифрови хуманитарни науки.

## Препратки
1. ↑  GLAM - CC Wiki //   Creative Commons. Посетен на 29 October 2011.
2. ↑  2017 Conference - Australian Society of Archivists //  www.archivists.org.au.   Посетен на 19 June 2017.
3. ↑  DCDC22 Conference //  Research Libraries UK.   Посетен на 2022-06-02.
4. ↑  BibSI. On the LAM: Library, Archive, and Museum Collections in the Creation and Maintenance of Knowledge Communities | BibSI //   Bibsi.cms.si.umich.edu.  Архивиран от оригинала на 2014-03-05. Посетен на 2012-04-05.
5. ↑  Homepage //  Alaska Libraries, Archives, & Museums.    Архивиран от оригинала на 2009-05-01. Посетен на April 18, 2022.
6. ↑  Jim Michalko. LAM DNA //   hangingtogether.org. Посетен на 2012-04-05.
7. ↑  Information Retrieval & Library Automation.   Lomond Systems., 1997. (на английски)
8. ↑  Marcum, Deanna. Archives, Libraries, Museums: Coming Back Together? //  Information & Culture: A Journal of History 49 (1).   2014-01-01. DOI:10.1353/lac.2014.0001. с. 74–89.
9. ↑  Open GLAM //  Meta.wikimedia.org.
10. ↑  OpenGLAM //  OpenGLAM.
11. ↑  Europeana collaboration page on the Meta //  Wikimedia Meta-Wiki.   Посетен на 2023-01-20.

## Външни връзки
- Library, Archive and Museum Collaboration, OCLC
- Портал на Europeana в Meta

|  | Тази страница частично или изцяло представлява превод на страницата GLAM (cultural heritage) в Уикипедия на английски. Оригиналният текст, както и този превод, са защитени от Лиценза „Криейтив Комънс – Признание – Споделяне на споделеното“, а за съдържание, създадено преди юни 2009 година – от Лиценза за свободна документация на ГНУ. Прегледайте историята на редакциите на оригиналната страница, както и на преводната страница, за да видите списъка на съавторите. ВАЖНО: Този шаблон се отнася единствено до авторските права върху съдържанието на статията. Добавянето му не отменя изискването да се посочват конкретни източници на твърденията, които да бъдат благонадеждни. |